# Корнеев, Юрий Николаевич
Юрий Николаевич Корнеев (1913—1956) — инженер-полковник, автор разработок в области огнезащиты гражданского и военного назначения, лауреат Сталинской премии.
Окончил Московский институт тонкой химической технологии им. М. В. Ломоносова (МИТХТ) (1935). Работал в Московском гарнизоне пожарной охраны лаборантом газодымозащитной службы, инспектором.
С 1937 по 1941 г. в ЦНИИПО НКВД СССР: инженер, начальник отделения, начальник отдела. В 1941 г. переведён в ГУПО НКВД СССР на должность старшего инспектора, в 1942 г. вернулся в ЦНИИПО, начальник химического отдела. С 1948 зам. начальника института по научной работе.
Занимался проблемой тушения зажигательных средств противника и разработкой зажигательных составов для вооружения Красной Армии. К 1943 завершил научную разработку по анализу пожарной опасности зажигательных бомб, по которой были подготовлены брошюры, памятки для военнослужащих и населения.
В составе оперативных групп ГУПО НКВД выезжал в районы Юго-Западного, 1-го и 2-го Украинских фронтов для организации борьбы с зажигательными средствами противника, занимался обеспечением боеготовности пожарных частей, координацией совместных действий пожарных и войсковых соединений по обороне населённых пунктов.
Под его руководством выполнены научные разработки в области огнезащиты гражданского и военного назначения (огнезащитные, кремниевые, другие краски, обмазки и т. д.). Применение новых рецептур огнезащитных составов и технологий их нанесения позволили повысить огнестойкость конструкций самолётов и танков, деревянных строений, понтонов, лодок, мостовых сооружений, технических тканей и материалов.
Инженер-подполковник. Кандидат технических наук.
Лауреат Сталинской премии 1946 года (вместе со Стрельчуком Н. А.) — за разработку рецептуры и аппаратуры для тушения горючих веществ.
Награждён орденом Красной Звезды (20.03.1952), 6 медалями, в том числе «За боевые заслуги» (12.05.1945).